# Camponotus texens
Camponotus texens är en myrart som beskrevs av Dumpert 1986. Camponotus texens ingår i släktet hästmyror, och familjen myror. Inga underarter finns listade.